# Faule Mette
Faule Mette (Лінива Метта, також використовується переклад Брауншвейзька Метта) — німецька бомбарда часів Середньовіччя, в списку найбільших знарядь займає 3 місце.

## Історія

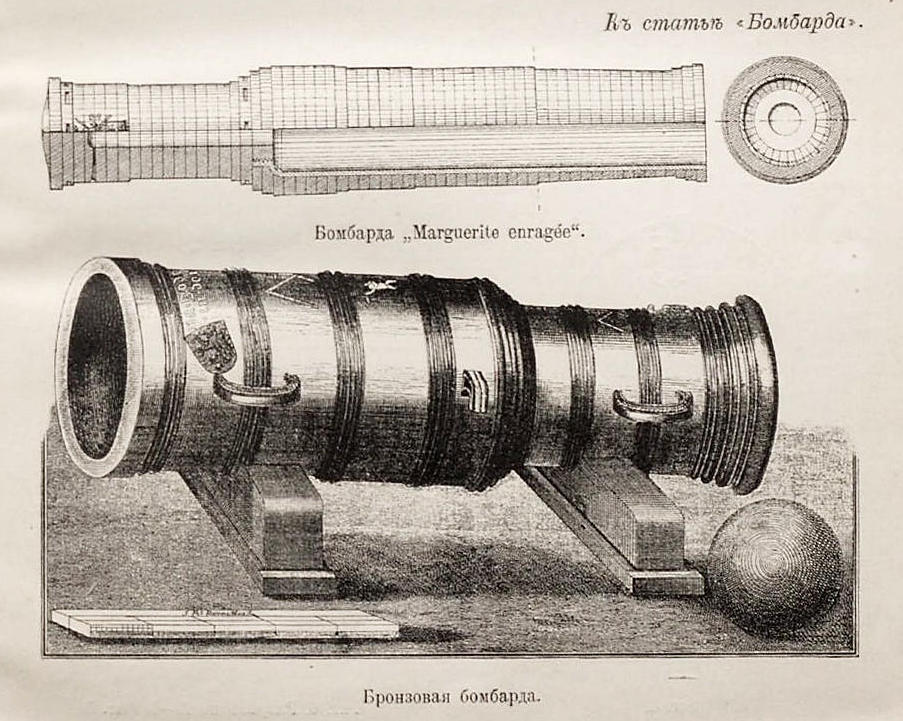
Ілюстрація до статті «Бомбарда». Військова енциклопедія Ситіна (Санкт-Петербург, 1911—1915)

Згідно з написом на гігантській бомбарді, вона була відлита з бронзи в 1411 році. Вперше з'явилася на загальному огляді на площі Кольмаркт (нім. Kohlmarkt) в 1411 році, творцем знаряддя вважається майстер Геннінґ Буссеншутте. Знаряддя мало масу 8,7 тонн і мала калібр від 67 до 80 см за різними даними. Воно вистрілювало величезними кам'яними ядрами масою від 322 до 432 кг при заряді пороху від 24 до 33 кг. Знаряддя вважалося одним із найпотужніших на той момент, створених коли-небудь в Німеччині або навіть в Європі.
У мирний час знаряддя зберігалося в сараї у дворі церкви Мартіні на площі Старий міський ринок у Брауншвейзі. Через велику масу бомбарди, її не можна було переміщувати на лафеті і, отже, не можна було перевозити в походах. Вона повинна була «…завжди лежати непридатним для використання вдома […] тому вона отримала назву ледачої Метте або Метьє». Тому її величезні розміри служили більше для стримування потенційних ворогів або для прориву ворожих позицій під час облог.
23 серпня 1550 року бомбарда була використана проти військ герцога Генріха Молодшого Брауншвейг-Вольфенбюттеля, який взяв місто в облогу. Після успішного відбиття герцогської облоги «Faule Mette» залишалась на оборонному валу міста протягом 100 років, до 1650 року.
1 листопада 1717 року знаряддя вистрілило на відстань 2442 м кам'яним ядром масою 341 кг. Бронзову бомбарду було переплавлено в 1787 році, а з бронзи створили кілька знарядь меншого калібру.
За всю свою історію бомбарда стріляла 12 разів:
- 1492: три постріли у ворожий табір герцога Генріха Старшого
- 1550: два постріли під час облоги Брауншвейгу герцогом Генріхом Молодшим
- 1569 і 1616: два святкових салюти на честь вельфських герцогів
- 18 серпня 1650: два салюти в честь День подяки за Вестфальський мир
- 1 листопада 1717: салют з нагоди свята протестантів
- 5 вересня 1728: салют з нагоди 200-річчя Реформації в Брауншвейзі
- 25 червня 1730 р.: салют з нагоди 200-річчя Ауґзбурзького сповідання